# Dejan Kulusevski
Dejan Kulusevski (n. 25 aprilie 2000) este un fotbalist suedez și macedonean, care joacă pe post de mijlocaș la Tottenham în Premier League. Pe plan internațional, are prezențe la națională pentru Suedia U17⁠(d) și Suedia.
Venit din sistemul de tineret, Kulusevski și-a făcut debutul senior pentru Atalanta în 2019, înainte de a se alătura sub formă de împrumut Parmei la începutul sezonului 2019-20. S-a lui alăturat Juventus în perioada de transfer de iarnă pentru 35 de milioane de euro și a fost trimis din nou la Parma tot sub formă împrumut pentru restul sezonului.
Kulusevski s-a născut în Suedia din părinții macedoneni; a reprezentat atât Macedonia, cât și Suedia la nivel de tineret, înainte de a opta să joace pentru țara sa natală la nivel de seniori, făcând debutul în 2019.

## Palmares
Juventus
- Coppa Italia: 2020–21
- Supercoppa Italiana: 2020

Tottenham Hotspur
- UEFA Europa League: 2024–25[1]

Individual
- Cel mai bun jucător tânăr din Serie A: 2019–20
- Mijlocașul Suedez al Anului: 2020, 2023, 2024[2]
- Atacantul Suedez al Anului: 2022[2]
- Guldbollen: 2022,[3] 2023[4]